# Pedro Mutindi

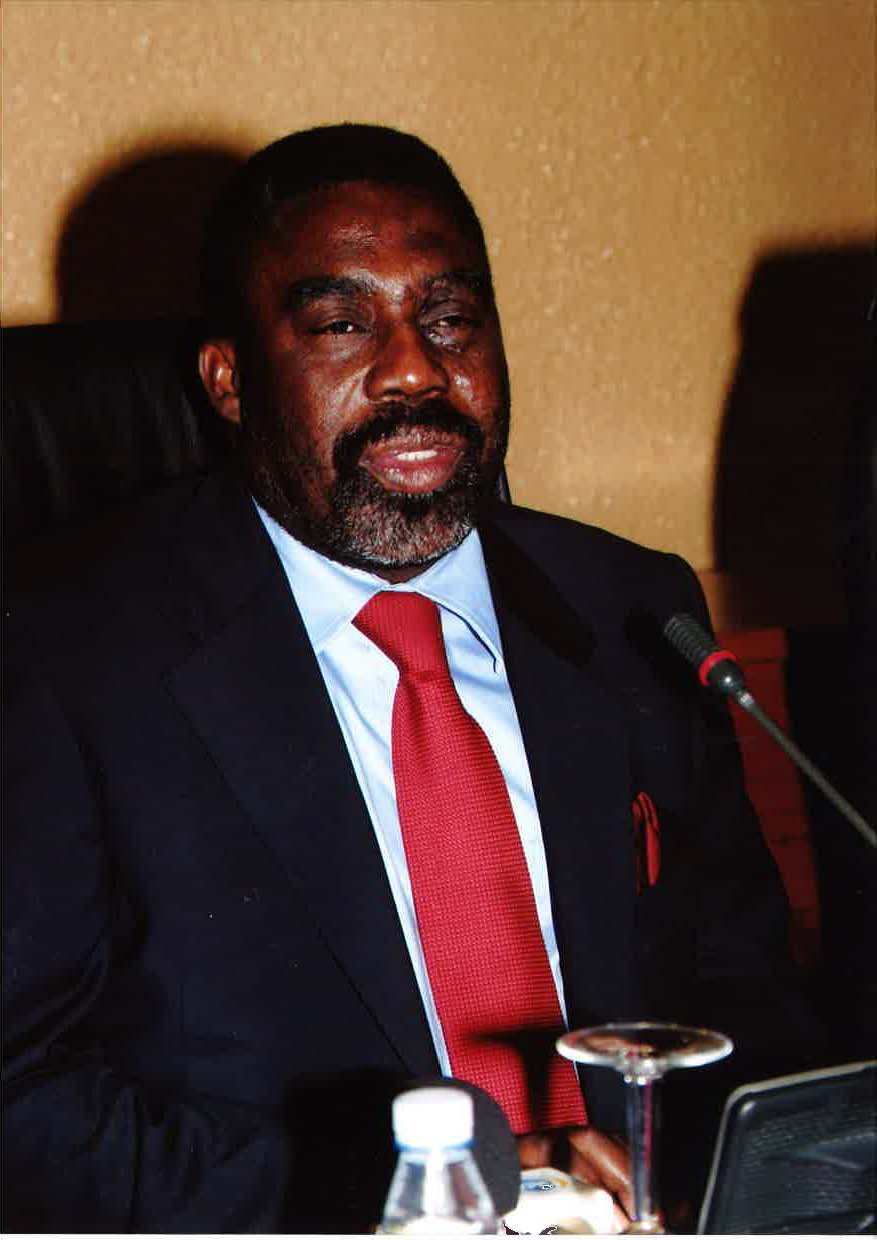
Pedro Mutindi, Hotellerie- und Tourismusminister de Angola

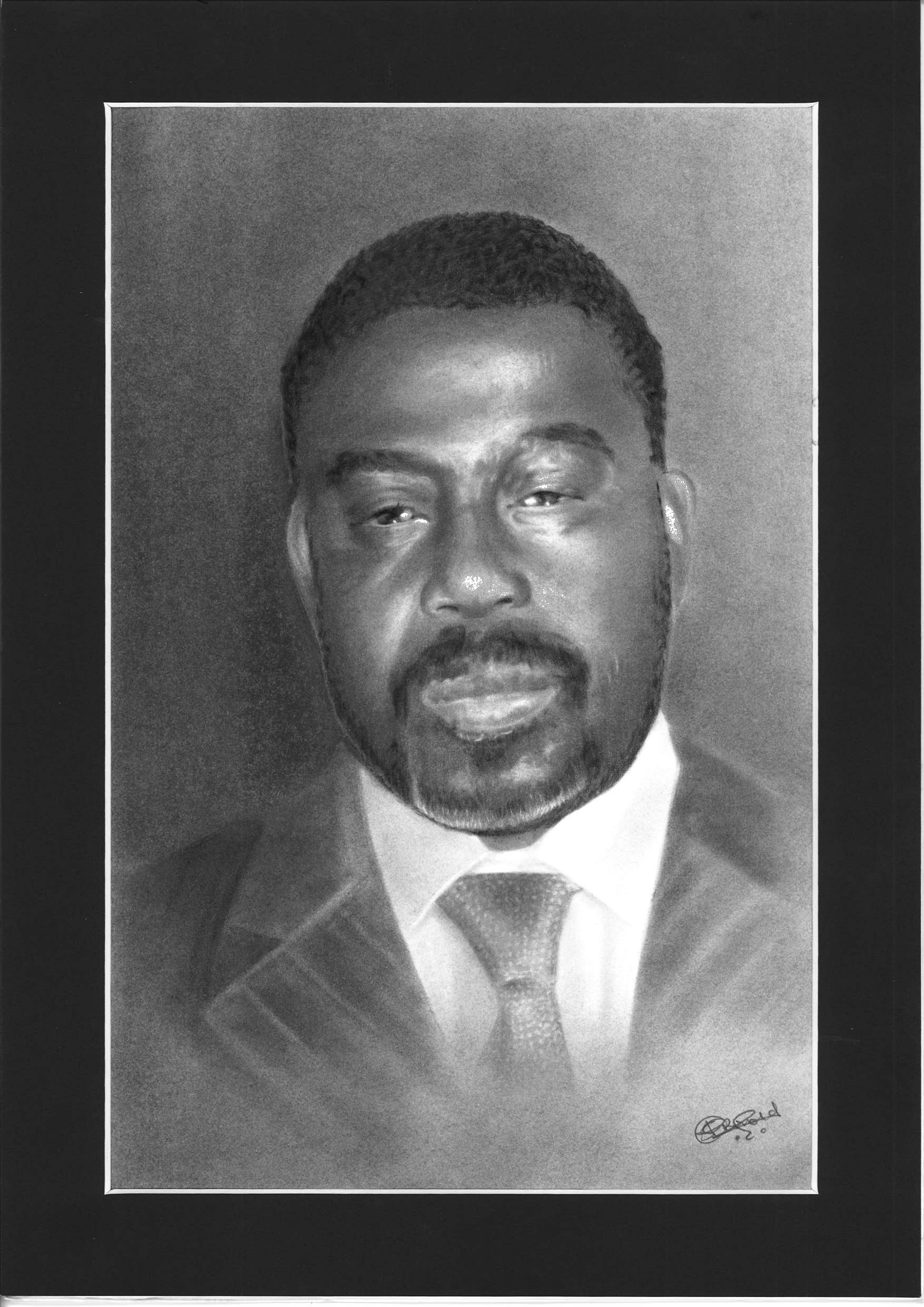
Pedro Mutindi, Hotellerie- und Tourismusminister

Pedro Mutindi (* 30. Juni 1954 in Mutano / Provinz Cunene) ist ein angolanischer Politiker.
Mutindi verließ bereits nach dem Hauptschulabschluss die Schule, um in Angola und Namibia im Bauwesen zu arbeiten.  
Nach der Rückkehr in sein Land war er von 1973 bis 1975 als Grundschullehrer angestellt. 1974, im Alter von 22 Jahren, nahm er seine politische Laufbahn auf. Er trat in Humbe in die MPLA ein, die er durch das Programm Angola Combatiente (kämpfendes Angola) kennengelernt hatte. Zwei Jahre lang lebte er aufgrund eines Konflikts mit UNITA als Flüchtling in Mucope.
Ab diesem Zeitraum, in dem er für die Ideale und die Revolution von Angola kämpfte, hatte er verschiedene Ämter innerhalb der Partei und bei Behörden inne. 1977 wurde er zum Mitglied des Provinzkomitees der MPLA ernannt und nahm an der Kommission zur Vorbereitung des ersten Parteikongresses teil. 1978 fand seine Ernennung zum Gemeindekommissar von Kahama statt und ein Jahr später übernahm er das Amt des Provinzkommissars von Cunene. 1980 wurde er zum Abgeordneten gewählt und zum Vorsitzenden der Volksversammlung der Provinz Cunene ernannt. 1984 ging er aus der Wahl erfolgreich als Abgeordneter der Volksversammlung hervor. Ein Jahr später trat er dem Zentralkomitee der MPLA bei und 1990 wurde er Mitglied des Politbüros der Partei.  
Pedro Mutindi war von 1983 bis 2008, während seiner Zeit in der Nationalversammlung, Gouverneur der Provinz Cunene, in der er, wie auch im gesamten Süden Angolas, äußerst beliebt war. Derzeit übt er das Amt als Hotellerie- und Tourismusminister der Regierung von José Eduardo dos Santos aus. Das Ziel des von ihm geleiteten Ministeriums besteht neben der Entwicklung des Tourismus in Angola auch darin, einen Beitrag dazu zu leisten, dass die Verbindungen zwischen den Bewohnern des Landes gestärkt werden, die Wirtschaft des Landes einen Aufschwung erhält, die Geschäftstätigkeit angestoßen wird und ein blühender Arbeitsmarkt  entsteht, der die Lebensqualität der Bürger verbessert. In diesem Sinne besteht ein großes Engagement für die Einrichtung und Erneuerung der Hotelinfrastruktur.
Pedro Mutindi wurde mit der Arbeitsmedaille, der angolanisch-kubanischen Freundschaftsmedaille und der Jubiläumsmedaille für das fünfzigjährige Bestehen der MLPA ausgezeichnet.